# Back-end база данных
back-end database — база данных заднего плана, центральное понятие двухзвенных приложений, в которых действие разделяется на front-end (передний план), отвечающий за взаимодействие с пользователем и необходимые расчеты и back-end, где хранятся данные. По сравнению с более ранним подходом к разработке приложений, в котором программы использовали встроенную базу данных и вся программная часть SQL-запросов хранилась на сервере баз данных в виде хранимых процедур или триггеров.
Появление двузвенных приложений позволило существенно увеличить стабильность их работы, а также количество пользователей работающих одновременно. При этом, сбой в работе одного пользователя не приводил к остановке работы остальных.
Термин «База данных Back-end» просуществовал достаточно недолго и использовался среди разработчиков небольших приложений. Наиболее известный пример — это Microsoft Access. В такой системе — и программный код, формы, отчёты и макросы плюс данные — это единый файл.
На смену back-end database пришел термин «База данных уровня предприятия» (Enterprise database systems), когда база данных выступает самостоятельным элементом и когда с одной базой данных может работать множество совершенно разных приложений.
В небольших приложениях довольно широко распространённым подходом являлось хранение данных вместе с программным кодом. Наиболее известный пример — это Microsoft Access. В такой системе — и программный код, формы, отчёты и макросы плюс данные — это единый файл. Такой подход упрощает разработку, но он не решает проблем масштабируемости и конкурентной работы нескольких пользователей.
В настоящее время в профессиональных приложениях используется преимущественно трехзвенная структура, когда программа, работающая на компьютере пользователя отвечает только за ввод данных и отображение результатов, вычисления и обработка данных производится в другом месте, а сами данные хранятся и обрабатываются в третьем.